# منعكس انفعالي عيني
المنعكس الانفعالي العيني (VER) هو منعكس حركة الرأس ثلاثية الأبعاد التي تُثبت التوازن الرأسي للرأس من خلال إحداث حركة عضلة الرأس والرقبة بتردد يعتمد على الحالة الانفعالية والحالة النفسية الفسيولوجية للشخص. إن المنعكس الانفعالي العيني هو أحد المنعكسات الدهليزية التي تربط بين الفسيولوجيا البشرية والمشاعر. قام روبرت باراني بإجراء أبحاث على علم الوظائف وعلم أمراض الجهاز الدهليزي والنظام الدهليزي ولقد حصل عام 1914 على جائزة نوبل لعلم الوظائف. إن الجهاز الدهليزي، الذي يساهم في حفظ توازن الإنسان ويعزز شعورنا بالاتجاه المكاني، هو جهاز الإحساس الذي يصدر الإدخال السائد حول الحركة والإحساس بالتوازن. ويتحكم الجهاز الدهليزي في وضع رأس الإنسان الرأسي من خلال تشريح الرأس والرقبة.

## الميكانيكا الحيوية

نموذج المنعكس الانفعالي العيني. تتحرك رأس الإنسان ببطء عندما يكون هادئًا وساكنًا (صورة الرأس البيضاء). وتتحرك رأس الإنسان بسرعة عندما يكون نشطًا وعدوانيًا وقلقًا وعصبيًا (صورة الرأس الحمراء)

يبدأ الطفل البالغ من العمر شهرين في حفظ توازن الرأس في الوضع الرأسي على مستوى المنعكس، ويظهر أولى الحركات الواضحة لذلك. ويقوم الشخص البالغ أيضًا بحركات ضئيلة لحفظ توازن وضع الرأس الرأسي حيث يستحيل تنسيق التوازن الميكانيكي الرأسي لجسم ثقيل دون أية حركة. إن مسار حركة الرأس ثلاثية الأبعاد مسارًا معقدًا بما يكفي ولقد استخدم في مختلف أبحاث المنعكسات الدهليزية وتشخيصات الصحة البشرية، ذلك أن النظام الدهليزي يربط بين جهاز الإحساس والجهاز العصبي وبين كل جزء من أجزاء جسم الإنسان. وتضع أنظمة الإحساس رموزًا لأربعة جوانب من المثير وهي؛ النوع والشدة والمكان والمدة. وتكون بعض المستقبلات حساسة لنوع معين من المثير (فمثلاً، تستجيب المستقبلات الميكانيكية المختلفة أفضل استجابة لمختلف أنواع مثيرات اللمس، مثل الأجسام الحادة أو الجافة). وتقوم المستقبلات بـ إرسال نبضات في أشكال معينة لإرسال معلومات حول شدة المثير (مثل مدى شدة الصوت). 
ولقد قضى عالم الفسيولوجية العصبية نيقولا بيرتشتين معظم حياته في دراسة فسيولوجية الحركة. وهو أيضًا من وضع مصطلح الميكانيكا الحيوية وهو علم دراسة الحركة عبر استخدام المبادئ الميكانيكية. فمبادئ الارتجاع البيولوجي والحركة المميزة التي اكتشفها بيرتشتين، تشكل إحدى القواعد الأساسية المنعكس الانفعالي العيني وعملية حساب زمن حركة الإنسان التي وضعها وتمثل 0.1 ثانية أكدتها تحليلات صورة الفيديو.
يستجيب الجهاز الدهليزي للمثيرات بوصفه جهاز إحساس تقليديًا. ولكن الجاذبية أحد المثيرات التي لا تتوقف عن العمل، ومن ثم فإن تنسيق وضع الرأس الرأسي يصبح عملاً مستمرًا وعملية منعكس. وهذا هو الفارق الفسيولوجي الأساسي بين تنسيق وضع الرأس الرأسي وأي عملية إحساس أخرى تعمل في بعض الأحيان. ويحول هذا الاختلاف تنسيق وضع الرأس الرأسي إلى عملية فسيولوجية تقليدية مثل سرعة القلب التي يتم قياسها باستخدام تخطيط كهربية القلب وكذلك ضغط الدم ونشاط المخ والذي يقاس باستخدام 
تخطيط أمواج الدماغ (تخطيط أمواج الدماغ), أو تنظيم الحرارة التي يتم قياسها باستخدام الاستجابة الجلدية الجلفانية (GSR). ولقد استخدم التطور البيولوجي تنسيق وضع الرأس الرأسي في تنظيم الطاقة, ذلك أن حركة الرأس الطبيعية تكون حركة اهتزازية مثالية لها نطاق طاقة مرتفع. أما النموذج الآخر لحركة الاهتزاز الطبيعية من أجل تنظيم الطاقة هي حركة هز ذيل الكلب، لكن الإنسان ليس لديه ذيل وحركة الرأس أفضل بالنسبة له. ومن المفهوم أن حركة الرأس التي تحتاج ترددًا أعلى تحتاج طاقة أكبر من الحركة ذات التردد المنخفض. على مستوى الإحساس فهذا يعني أي الإشارات المرسلة من المستقبلات الدهليزية إلى الجهاز العصبي الذاتي والمخ والعضلات تنتقل مع وجود اختلاف في الترحيل الزمني، بحسب الحالية الحيوية الميكانيكية للإنسان. وهذا يعني وجود علاقة تبعية بين الحالة الانفعالية وتنسيق الرأس الدهليزي أو المنعكس الانفعالي العيني.

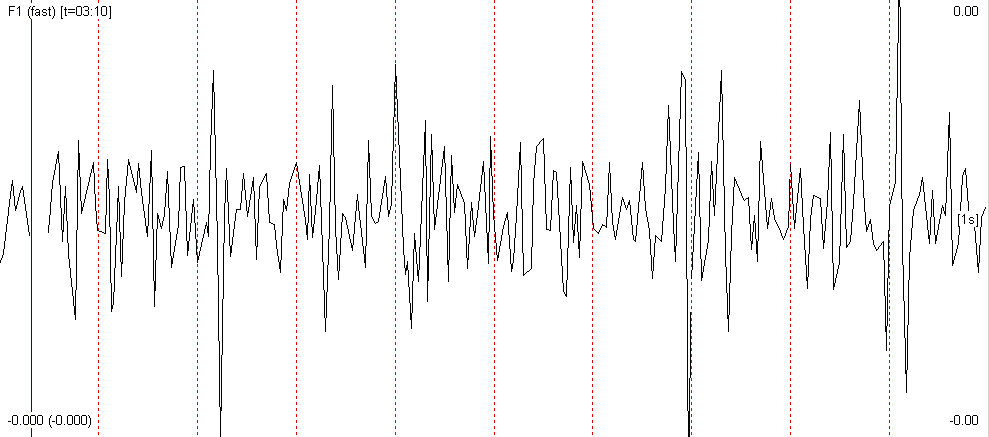
إشارة دهليزية لحركة الرأس التقطت باستخدام كاميرا ويب منخفضة التشويش بدقة تبلغ 640 × 480 بكسل وتردد 30 ذبذبة/ثانية

## استخدام المنعكس الانفعالي العيني

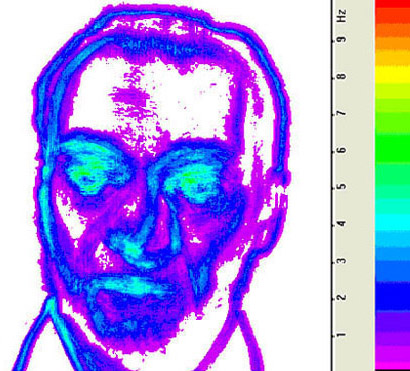
صورة اهتزازية للوجه مع نطاق تردد

يوفر المنعكس الانفعالي العيني معلومات وظيفية حول الشخص ويمكن استخدامه في الأبحاث الطبية والطب الإلكتروني وعلم النفس والاختبارات السلوكية ويمكن أيضًا القيام بـ كشف الكذب وضبط المشاعر والتنظيم الذاتي واللياقة وأبحاث الحيوانات من خلال الأنواع المختلفة لنظام التصوير الاهتزازي. ويحول نظام التصوير الاهتزازي الحركة الحيوية الميكانيكية إلى بيانات شعورية وفسيولوجية للشخص من خلال معالجة صورة الفيديو. ويمكن أن تتم تلك العملية بعيدًا وبمنأى عن المستخدم فهي مهمة لسلامة الاستخدامات مثل أمان الطيران.